# Francien de Zeeuw

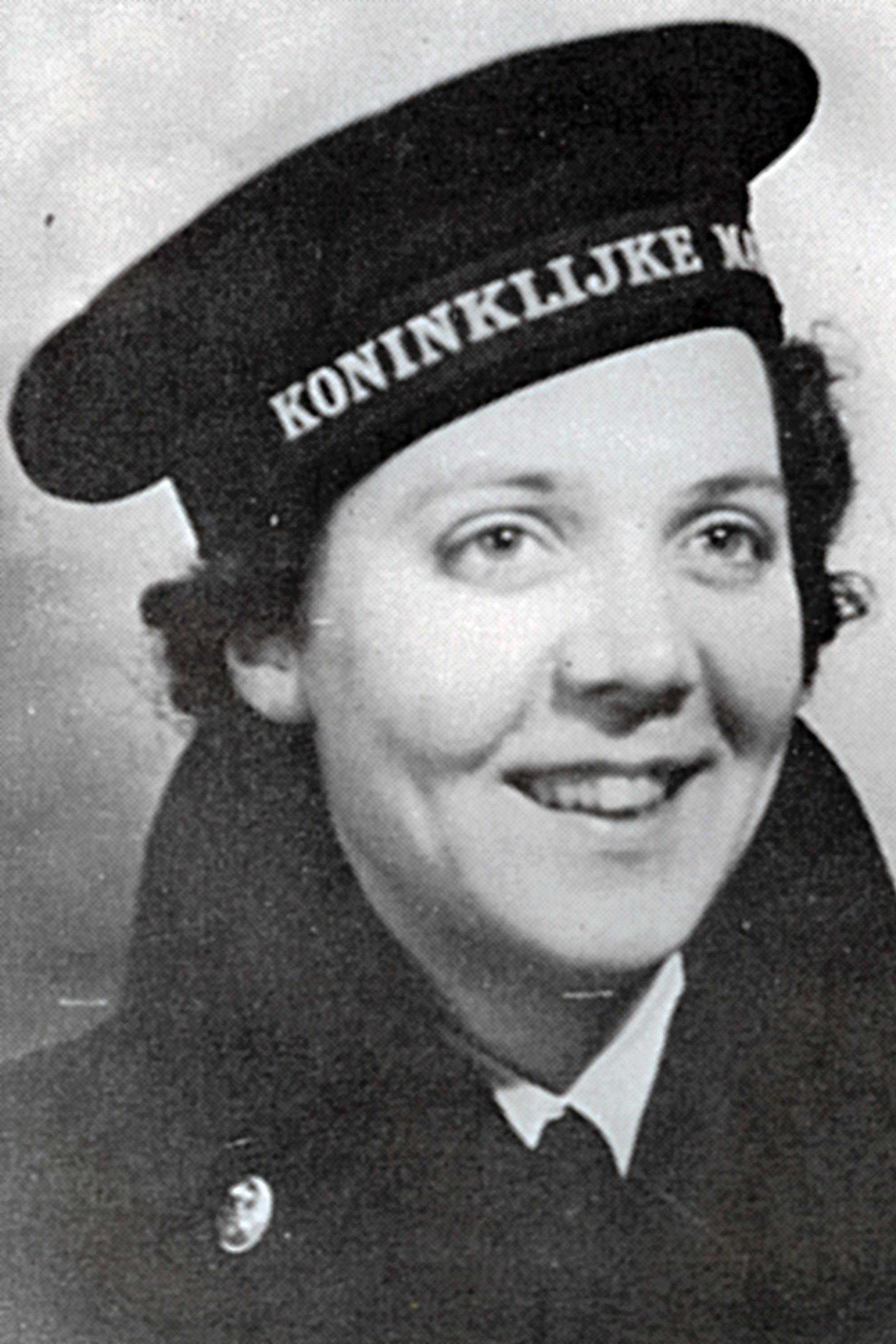
Francien de Zeeuw (1944)

Francien de Zeeuw, mit Vornamen eigentlich Francina (* 19. Mai 1922 in Terneuzen; † 8. September 2015 in Middenbeemster) war eine niederländische Widerstandskämpferin zur Zeit des Zweiten Weltkriegs. Im Jahr 1944 wurde sie die erste weibliche Angehörige der niederländischen Streitkräfte.

## Biografie

### Jugend und deutsche Besatzung
De Zeeuw wuchs als zweites von drei Kindern im seeländischen Terneuzen auf, der Vater war Besitzer eines Betriebs für Malerarbeiten. Nach ihrem Schulabschluss fand sie zunächst eine Anstellung in einer örtlichen Telefonzentrale. Im Anschluss an die Kapitulation der Niederlande im Mai 1940 begann de Zeeuw gemeinsam mit ihren Eltern im Widerstand gegen die deutsche Besatzungsmacht aktiv zu werden. Hierbei kam ihr vor allem ihre Arbeit als Telefonistin zugute, da sie dabei in der Lage war, Gespräche der Gestapo und des Sicherheitsdienstes abzuhören. So konnte sie unter anderem Informationen über bevorstehende Razzien und Überfälle mithören, die ihr Vater anschließend an die entsprechenden Stellen beim Widerstand weitergab.
Im weiteren Verlauf der Besatzungszeit weiteten sich de Zeeuws Tätigkeiten für den Widerstand immer mehr aus. Unter anderem half sie dabei, Verstecke für untergetauchte Personen zu finden und diese mit Essensmarken zu versorgen. Später übernahm sie auch gefährlichere Aufträge, wie etwa das Schmuggeln von Waffen und gefälschten Ausweisen. Im März 1944 nahm sie auch an einem erfolgreichen Überfall auf einen deutschen Handelsposten teil.
Im Herbst 1944 befanden sich de Zeeuw und andere Mitglieder ihrer Widerstandsgruppe in einem Versteck in einer Scheune bei Terneuzen, als sie von deutschen Truppen überrascht wurden, die sich auf dem Rückzug aus der Schlacht an der Scheldemündung befanden. De Zeeuw gelang es noch, im Besitz der Gruppe befindliche Waffen loszuwerden, bevor sie von den Deutschen gefangen genommen wurden. Nachdem man sie zunächst in der Nähe des Ortes Biervliet festgehalten hatte, wurden sie in der Nacht überraschend freigelassen.
Kurz darauf durchquerte de Zeeuw mit zwei anderen die Frontlinie in Zeeuws Vlaanderen. Sie wollten die in dem Gebiet aktiven kanadischen Truppen informieren, dass diese ein Areal beschossen, das die Deutschen bereits geräumt hatten und die Kanadier somit lediglich für vermeidbare zivile Opfer sorgten. Einer ihrer Begleiter wurde bei diesem Einsatz durch eine Granate getötet.

### Erste MARVA
Nach der Befreiung der südlichen Niederlande erschienen im November 1944 Berichte über de Zeeuws Einsatz, die britische Presse bezeichnete sie als Heroine of Zeeland (zu deutsch „Heldin von Zeeland“). Auf Grund dieser Berichterstattung wurde sie kurz darauf von einem niederländischen Marineoffizier angesprochen, der mit der möglichen Errichtung einer Marineabteilung für Frauen (niederländisch Marine Vrouwen Afdeling, kurz MARVA) innerhalb der niederländischen Streitkräfte befasst war. Königin Wilhelmina stand dem Vorhaben zunächst skeptisch gegenüber, ließ sich jedoch von de Zeeuw überzeugen, indem diese ihr eine Liste mit zwölf Unterschriften von Frauen vorlegte, die bereit waren Teil der neuen Abteilung zu werden. Die MARVA wurde schließlich am 31. Oktober 1944 mit de Zeeuw als erstem Mitglied offiziell gegründet. Für die Zeit ihrer Ausbildung blieb sie zunächst in London. Während ihrer Zeit in London wurde sie hauptsächlich zu Werbe- und Propagandazwecken eingesetzt, was sie nach kurzer Zeit zum Rücktritt bewog. Nach einer Intervention der Königin überdachte sie diese Entscheidung jedoch noch einmal und wurde nach dem Ende der Ausbildung in die nach Unabhängigkeit strebende Kolonie Niederländisch-Indien versetzt. Vor allem auf Grund von Widerstand aus dem Umfeld der niederländischen Kirchen blieb de Zeeuw bis April 1945 das einzige Mitglied der MARVA.

### Zeit in Niederländisch-Indien
In Batavia erhielt de Zeeuw den Posten der stellvertretenden Leiterin der Marine-Poststelle. Grundsätzlich waren sie und die anderen Angehörigen der MARVA fast ausschließlich mit Verwaltungsaufgaben beschäftigt. Das Motto der Abteilung lautete: Maak een man vrij voor de vloot. (zu deutsch: „Mach einen Mann für die Flotte frei.“) Die Frauen hatten während ihrer Dienstzeit häufig mit Vorurteilen und Diskriminierungen zu kämpfen. Auch setzte sich de Zeeuw gegen die Praxis ein, dass adelige Mitglieder der MARVA bevorzugt in Offiziersränge befördert wurden. In Batavia ging sie eine Beziehung mit einem Soldaten ein, eine Hochzeit wurde den beiden jedoch wegen zu großer militärischer Rangunterschiede untersagt, da de Zeeuw mittlerweile zum Offizier befördert worden war. Ihr Partner verstarb kurz darauf an Gelbfieber.
1947 nahm de Zeeuw ihren Abschied von der Marine und kehrte in die Niederlande zurück. Als sie aus dem aktiven Dienst ausschied, hatte sie den Rang eines Lieutenant ter zee der 2de klasse (Leutnant zur See 2. Klasse) inne.

### Nach der aktiven Dienstzeit
Nach der Rückkehr in ihr Heimatland fand de Zeeuw zunächst eine Anstellung als Telefonistin beim staatlichen Post- und Telekommunikationsunternehmen PTT, bei dem sie sich bis zur Unternehmensleitung hocharbeitete. 1956 heiratete sie den zehn Jahre jüngeren Willem Cornelis de Regt, aus der Verbindung gingen drei Kinder hervor. Nach der Hochzeit lebte die Familie in Purmerend, de Zeeuw engagierte sich fortan vor allem in der örtlichen Kirchenarbeit.
Francien de Zeeuw verstarb am 8. September 2015 im Alter von 93 Jahren an ihrem letzten Wohnort Middenbeemster in der Provinz Nordholland.

## Auszeichnungen und Ehrungen
Während ihrer Zeit bei den Streitkräften erhielt de Zeeuw folgende militärische Auszeichnungen:

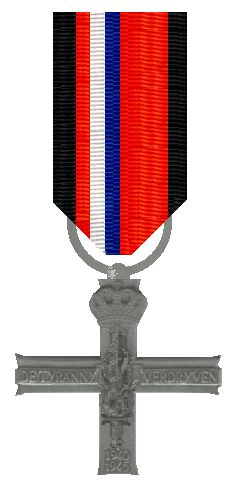
Verzetsherdenkingskruis („Widerstandsgedenkkreuz“)
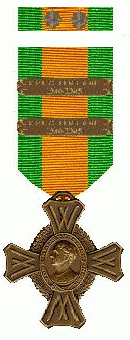
Oorlogsherinneringskruis („Kriegserinnerungskreuz“)
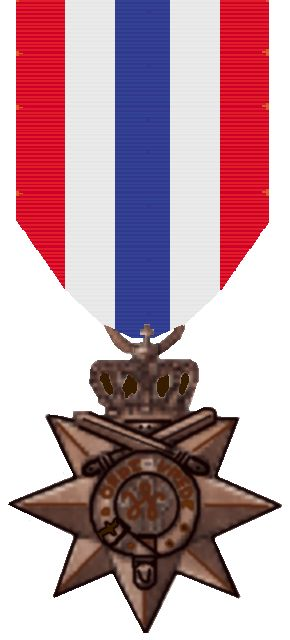
Ereteken voor Orde en Vrede („Ehrenzeichen für Ordnung und Friede“)

In ihrer Heimatstadt Terneuzen wurde im Jahr 2017 die Straße Francien de Zeeuwhof nach ihr benannt. Das zugehörige Straßenschild wurde in einer feierlichen Zeremonie durch ihren Witwer Wim und Rob Verkerk, Generalleutnant des Korps Mariniers, enthüllt. Des Weiteren gibt es seit ihrem Tod immer wieder Überlegungen, ein neues Schiff der Königlichen Marine nach ihr zu benennen. Hierfür setzten sich unter anderem bereits die Leser einer Tageszeitung in einer Umfrage und der Bürgermeister von Beemster, der Gemeinde in der de Zeeuw zuletzt gelebt hat, ein.